# 이규갑
이규갑(李奎甲, 1888년 11월 5일 ~ 1970년 3월 20일)은 대한민국의 독립운동가이자 대한민국 제2대 국회의원을 지낸 정치인이다. 충무공 이순신의 9대 손이며 호는 운호(雲湖), 본관은 덕수이다.

## 생애
충청도 아산에서 출생하여 지난날 한때 경기도 양주에서 잠시 유아기를 보낸 적이 있는 그는 한성사범학교와 신학교를 나온 후 기독교 목사를 지냈다. 1907년 홍주의진에 참가해 운량관으로 활동했으며, 1911년에는 독립운동의 일환으로 지하단체인 신조선당을 조직했다. 1919년 3월 1일 독립선언문이 발표되자 같은 해 3월 20일, 인천 만국공원에서 개최된 국민대회에 13도 대표의 한 사람으로 참석해 한성임시정부를 조직하고 평정관에 선출되었다.
서울 독립단 본부특파원으로 같은 해 4월 10일 상하이에 도착해 대한민국 임시정부 수립에 참여해 임시의정원 충청도 의원으로 선출되었으며, 같은 해 7월에는 상임위원회 청원위원이 되었다. 국채통칙 및 국채발행조례를 통과시키는 등 의정원 활동에 전념하는 한편, 상해한인청년단의 서무부장 겸 비서부원으로 활동했다.
1927년에는 국내에서 안재홍, 조병옥, 홍명희 등이 조직한 신간회 경동지회위원장으로 취임해 활동했다. 해방 후 건국준비위원회 재무부장을 지냈으며, 또한 조선 공산당의 전위대장으로 있던 김두한을 설득하기도 하였다. 1950년 아산에서 제2대 국회의원에 당선되었다. 이후 대한국민당최고위원, 순국선열유가족조사위원장, 충국열사기념사업회장, 대한기독교반공위원장 등을 역임했다. 1962년 건국훈장 국민장을 수여했다. 그의 부인 이애라도 독립운동가이다.

## 가족 관계
- 증조부 : 이유온(李有溫)
  - 할아버지 : 이후경(李厚慶)
    - 백부 : 이도보(李道輔)
    - 중부 : 이도형(李道亨)
    - 생부 : 이도희(李道熙)

## 인맥
임시정부 국무위원 직위를 지낸 조동호(충청도 옥천 출생)와는 같은 호서 지방 출신으로써 오랜 친구 관계였다. 이외에 또한 여운형(경기도 양평 출생)과도 일평생 친한 사이로 지내었다.

## 역대 선거 결과
|  | 16.74% |

|  | 6.24% |

|  | 2.91% |

## 이규갑이 등장한 작품
- 김태영 - 《야인시대》 SBS 드라마 2003년